# ゼビオアリーナ仙台
ゼビオアリーナ仙台（ゼビオアリーナせんだい）は、宮城県仙台市太白区あすと長町一丁目にある多目的アリーナである。
ゼビオホールディングスが所有する施設であったが、改修のうえ2025年6月2日付けで仙台市に施設を寄付し、ゼビオグループのクロススポーツマーケティングが指定管理者として管理運営をする形に変更された。これにより、施設の正式名称は「仙台市アリーナ」に変更されたが、ゼビオが施設命名権を取得し、愛称を従前通りの「ゼビオアリーナ仙台」（英語: Xebio Arena Sendai）としている（詳細後述）。

## 概要
「あすと長町1街区13画地プロジェクト」のアリーナ棟として、あすと長町北部「杜の広場」（北緯38度13分48.4秒 東経140度53分16.6秒 / 北緯38.230111度 東経140.887944度）の西側に建設された。同プロジェクトにより、同広場の南側のゼビオ棟にはスーパースポーツゼビオあすと長町店やフィットネスクラブ、ドーム棟には室内テニスコートや屋根付きフットサル場、バスケットボール用ドーム、飲食施設などを含む「SRGタカミヤ スポーツパークあすと長町（2016年10月より「khb東日本放送ぐりりスポーツパーク」）」も建設され、スポーツ・フィットネス・ウェルネス関連施設が集積した。同広場の北側には仙台市立病院、医療モール、老人ホームといった医療・福祉施設も作られ、結果的に当プロジェクトを含め同広場周辺は健康に関する官民施設が集積した。
当館にはVIPルーム併設のVIP席があり、また、興行主の意向次第で施設内での飲食（アルコール飲料含む）を自由にすることが出来るなど、一般的な公設体育館とは違った使用法が可能である。また、アリーナ中央の天井から吊り下げられた6面センターマルチディスプレイや、3階席と2階席の間に設置された全長213mのリボンビジョン、また、天井や座席裏に設置されたBOSE社製スピーカーなど映像・音響設備も整っており、スポーツ、コンサート、各種イベントに利用されている。
隣接する長町商店街に加盟している。当館でのイベントへの飲食ブースの出展、試合の観戦チケット提示による同商店街での買い物の割引適用など、商店街との連携事業が実施されている。

### アイスリンク整備と仙台市への寄付
2023年11月、仙台市とゼビオホールディングスとの間で基本協定書が締結され、国際規格に適合した通年型アイスリンクを整備し、屋内競技等に対応したアリーナとの併用型施設へ改修することが取り決められた。また、ゼビオ側が改修後も指定管理を行うことを条件に、仙台市にアリーナを寄付することとされた。これによりスポーツ施設条例で当施設は『仙台市アリーナ』として位置づけられている。
一方、仙台市では2025年3月14日から4月4日にかけて当施設の命名権を募集したところ、ゼビオホールディングスが命名権を取得し、愛称が従前の正式名称と同じ『ゼビオアリーナ仙台』に決定した。このため、対外的な呼び方としてはこれまでと変わらないこととなる。
2024年9月から改修工事を実施。2025年7月5日・6日に仙台市出身のプロスケーター・羽生結弦らが出演するオープニングイベントが開催予定である。

## 施設

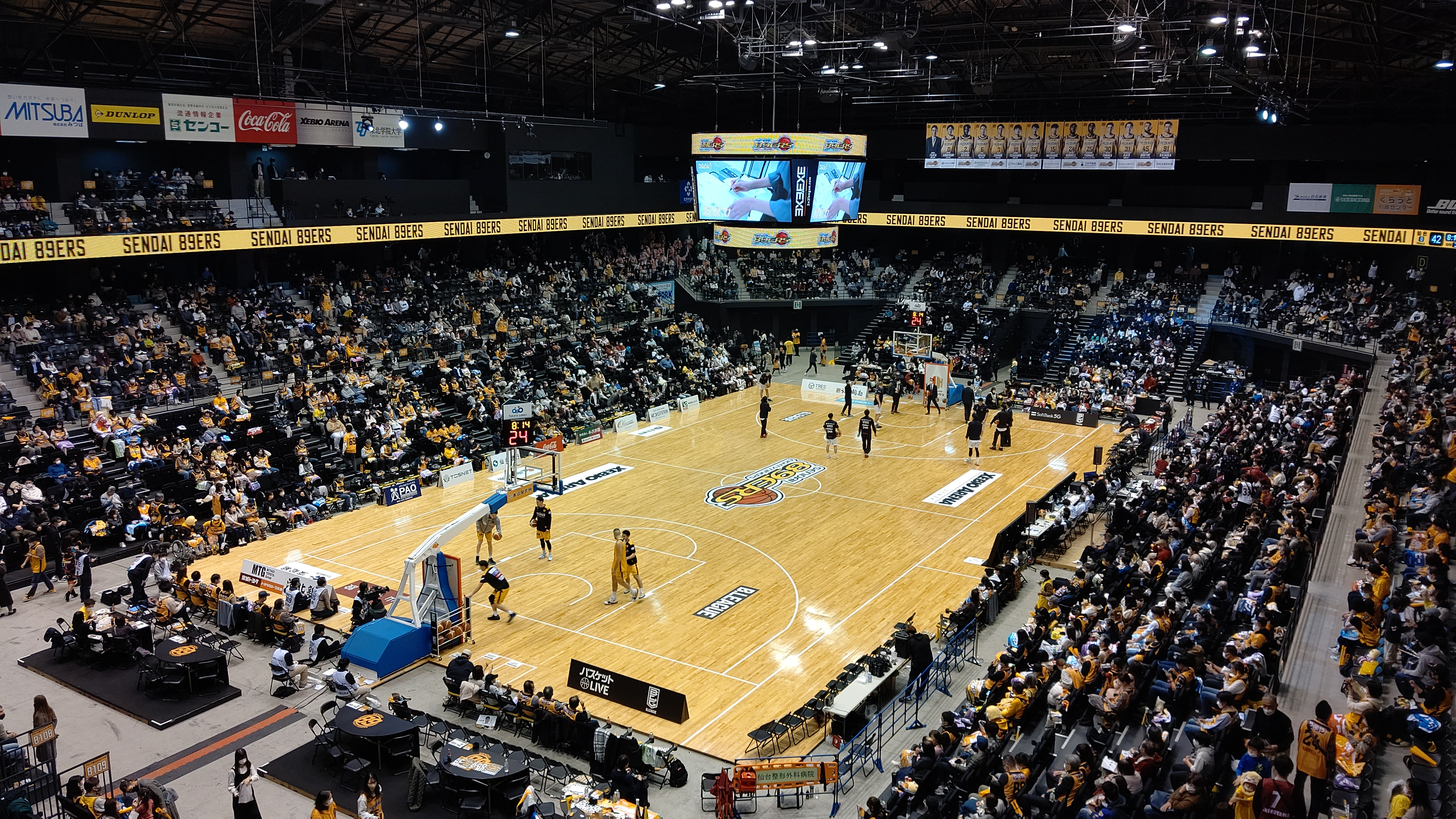
プロバスケットボール男子B.LEAGUE・仙台89ERS vs 川崎ブレイブサンダースでのアリーナ使用例（2022年11月）

### メインアリーナ
- 部分床面積 - 2,170m²[13]
- 天井の高さ - 約20m[13]
- 床 - スケートリンク／断熱フロア[13]
- 総座席数 - 4,660席[13]
  - 1階 - 可動席 1,428席
  - 2階 - スタンド席 2,629席（車いす席、立見席含む）
  - 3階 - スタンド席 499席、ロイヤルボックス席 104席
- 最大収容人数 - 7,200人[13]
- 大型映像装置（ダクトロニクス製）
  - 6面（＝4面＋2面）センターマルチディスプレイ[2]
  - 360°LED帯状映像装置（リボンビジョン） - 全長213m[2]
- スピーカー（天井吊と座席裏）[2]

## 使用チーム

### 現在使用するチーム
- 仙台89ERS（B.LEAGUE）
  - 2016-17シーズンはサブアリーナとして開催。
  - 2024-25シーズンはアリーナ改修工事に伴いカメイアリーナ仙台に暫定移転。

### 過去使用したチーム
- 仙台ベルフィーユ（Vリーグ女子）
  - 2016-17シーズンは開催なし。
  - 2017年にでチーム解散。
- ヴォスクオーレ仙台（F.LEAGUE）

なお、当館の東壁面には、東北フリーブレイズ、ベガルタ仙台、東北楽天ゴールデンイーグルス、仙台89ERSのエンブレムが掲出されている。

## 沿革
2010年（平成22年）10月12日、仙台市は太白区の仙塩広域都市計画事業「仙台市あすと長町土地区画整理事業」施行地内に（仮称）ゼビオアリーナが建設されることを発表。同市はアンパンマンこどもミュージアムの新施設の候補地に仙台が選ばれたことを機に、政令指定都市では初めて2008年（平成20年）に広域集客型産業を誘致するための助成制度を設けており、当館はその適用第1号となった。2012年（平成24年）10月5日、日本初の総合エンターテインメント・アリーナスタジアムとして開業。年間利用者数25万人を見込む。
底地は仙台市の所有であり、20年の定期借地権をゼビオとの間で契約。ゼビオが約30億円をかけて建設し、運営はゼビオを初めとする13の企業団体が組成する「ゼビオアリーナ有限責任事業組合」(LLP) が担うという、「民設共営」方式となっている。仙台市の再開発事業地にある市有地にて20年の定期借地権を得て、物販より体験の比重が高い広域集客施設を民間企業（県外資本）が建設し、地元企業を含むLLPが運営するというこのスキームは、仙台アンパンマンこどもミュージアム&モール（仙塩広域都市計画事業「仙台駅東第二土地区画整理事業」施行地内に所在）と全く同じである。このスキームにより、リーマン・ショック後の世界金融危機下の2010年（平成22年）に、両者（3月に仙台アンパンマン…、10月にゼビオアリーナ）は相次いで事業化された。また、2011年（平成23年）の東北地方太平洋沖地震（東日本大震災）による着工延期、労働力不足、余震が続く中での工事などを乗り越えて開業に至った。

### 年表
- 1997年（平成19年）5月12日 - 「あすと長町」街びらき[23]。
- 2006年（平成18年）2月22日 - 杜の広場の北側の音楽堂建設予定地を、仙台市立病院の移転先とする方針が示された。
- 2008年（平成20年） - リーマン・ショックの影響により、都市再生機構（横浜市）による当地の売却計画が延期[19]。
- 2010年（平成22年）
  - 9月 - 都市再生機構（横浜市）が当地の利用事業者を募集[20]。三菱UFJリース（東京都）と佐藤工業（東京都）が共同応募[20]。
  - 10月12日 - 実勢価格での売買なら約50億円とされる当地（3万m²）を、20年の定期借地権により賃貸して開発する「あすと長町1街区13画地プロジェクト[3]」の計画が発表[19]。アリーナ棟は2012年5月の開館予定とされた[20]。
- 2011年（平成23年）
  - 3月11日 - 東北地方太平洋沖地震（東日本大震災）発生。
  - 4月 - 同月に着工予定だったが、震災の影響により7月に延期[3]。
  - 7月6日 - あすと長町1街区13画地プロジェクト（アリーナ棟）新築工事が着工[3]。
- 2012年（平成24年）
  - 9月20日 - あすと長町1街区13画地プロジェクト（アリーナ棟）新築工事が竣工[3]。
  - 10月5日 - 「ゼビオアリーナ仙台」として開館。
- 2014年（平成26年）11月1日 - 仙台市立病院が移転・開院。
- 2016年（平成28年）
  - 3月8日 - 宮城県を放送圏域とするテレビ朝日系列のKHB東日本放送（仙台市青葉区双葉ケ丘）が、当館と「杜の広場」を挟んで東側向かいの日本通運所有地を3月7日付けで取得し、2021年度を目途に移転を計画中と報道された[24][25]。
  - 10月 - あすと長町スポーツパーク（ドーム棟）の命名権を東日本放送が取得し、「SRGタカミヤ スポーツパークあすと長町」から「KHB東日本放送ぐりりスポーツパーク」に変更（契約期間：2021年9月末まで）[26][27]。

| 施設 （仮称）                 | 区画 （面積）          | 地図                                     | 開業予定   | 開業       | 現在の使用状況 |
| ----------------------------- | ---------------------- | ---------------------------------------- | ---------- | ---------- | --- |
| アリーナ棟 （ゼビオアリーナ） | 13画地 （07,936.23m²） | 北緯38度13分49.42秒 東経140度53分13.74秒 | 2012年05月 | 2012年10月 | ゼビオアリーナ仙台 |
| ゼビオ棟 （ゼビオあすと店）   | 09画地 （09,932.17m²） | 北緯38度13分44秒 東経140度53分16.4秒     | 2011年11月 | 2012年04月 | スーパースポーツゼビオ あすと長町店 Victoria Golf あすと長町店 X'tyle スーパースポーツゼビオあすと長町店 Xiasis あすと長町店 X'tyle vision あすと長町店 スポーツクラブ グラン・スポールあすと長町 レゴスクール仙台あすと長町 たびのレシピ 三井のリパーク スーパースポーツゼビオあすと長町 |
| ドーム棟 （SRGあすとドーム）  | 10画地 （12,600.92m²） | 北緯38度13分45.5秒 東経140度53分12.7秒   | 2011年04月 | 2011年06月 | KHB東日本放送ぐりりスポーツパーク （HALEOドーム） （Winning Shot インドアテニススクールあすと長町校） （FUT MESSE 仙台長町） （飲食施設 ほか） （タイムズあすと長町） |

## 主な大会・イベント
開館した月である例年10月付近に、国際的あるいは大規模なイベントを誘致している。
- 2012年（平成24年）
  - 10月5日 - 8日：オープニングイベント「スポーツ&ミュージックフェスティバル2012」[29]。
  - 10月13日・14日：bjリーグ（当時）・仙台89ERSがホームゲームを初開催。
  - 10月20日・21日：JBL（当時）・レバンガ北海道がホームゲームを開催（参照）。
  - 11月3日：TOUCH! WOWOW 2012 生中継「東北復興支援チャリティーイベント ダブル世界タイトルマッチ」が開催。帝拳プロモーション主催で五十嵐俊幸、山中慎介が出場した[30]。仙台開催のプロボクシング世界戦は1996年6月15日の仙台市体育館におけるWBA世界ジュニアバンタム級タイトルマッチ、ロセンド・アルバレス×佐藤健太（エリック・チャベス）以来16年ぶりとなった。
- 2013年（平成25年）
  - 1月26日・27日：V・チャレンジリーグ・仙台ベルフィーユがホームゲームを初開催[31]。
  - 4月19日 - 21日：日韓Vリーグトップマッチが開催。
  - 6月28日・29日：「東日本大震災復興支援 バスケットボール日本代表国際親善試合2013宮城大会」が開催[32]。
  - 9月8日：日本・ドイツ国際親善試合「仙台89ERS vs. エッティンガー・ロケッツ・ゴタ（ドイツ語版）」が開催。
  - 10月5日 - 6日：同年12月4日より仙台～バンコク間に国際定期便が就航するのを記念し、仙台空港アクセス線の停車駅であるJR長町駅から近い当館にて「MAX MUAYTHAI WORLD CHAMPION 2013 JAPAN - SendAI from Thailand -」（試合は6日のみ）、隣接する杜の広場にて「第1回タイフェスティバル in 仙台」が同時開催された[33][34][35]。
- 2014年（平成26年）
  - 3月9日：「ジモドルフェスタ2014 WINTER」が開催[36]。
  - 6月13日・14日：ソチ五輪フィギュアスケート男子シングルにおいて金メダルを獲得した羽生結弦の凱旋アイスショー『Together on Ice ～明日へつなぐ氷上の共演～』が開催された[37]。
  - 7月13日：Fリーグ・ヴォスクオーレ仙台がホームゲームを初開催。
  - 7月29日・30日：「東日本大震災復興支援 バスケットボール女子日本代表国際親善試合2014」仙台大会が開催。
  - 10月11日・12日：「FIBA 3x3 World Tour Final 2014 in Tokyo/Sendai[38]」（2014年FIBA 3x3ワールドツアーの決勝大会）が開催。
  - 10月28日 - 30日：「第71回全国老人福祉施設大会（仙台大会）」の全体会会場となった。
  - 11月15日・16日：「15th Anniversary Live ランティス祭り 2014 with みちのくアニソンフェス」が開催。
- 2015年（平成27年）
  - 5月24日：第5回「1000人のチェロ・コンサート」が開催。
  - 6月20日：Ingress XMアノマリーシリーズ Persepolis オープニングセレモニーが開催。
  - 10月30日 - 11月1日：「2015 ITTF 女子ワールドカップ仙台（東日本大震災復興支援）」が開催[39]。
  - 11月28日：「TOUCH! WOWOW 2015 生中継! エキサイトマッチスペシャル ダブル世界タイトルマッチ」が開催[40]。
- 2016年（平成28年）
  - 1月24日：「ターキッシュ エアラインズ bjリーグ オールスター ゲーム in 仙台」が開催（観客数 4,041人）[41]。
  - 7月23日：「SENDAI OTO Festival 2016」が開催。
  - 10月8日：「Fリーグ10周年記念 オールスターゲーム supported by DUARIG」が開催（観客数 2,513人）[42]。
- 2021年（令和3年）
  - 3月20日・21日：「新日本プロレスリング NEW JAPAN CUP 2021」が開催（観客数 1日目：1,230人、2日目：2,999人)。なお、1日目の第4試合（飯伏幸太、棚橋弘至、オカダ・カズチカvsジェイ・ホワイト、KENTA、高橋裕二郎）の試合中に宮城県沖を震源とする地震が発生、大会も一時中断となった[43][44]。

## コンサートを開催したアーティスト
公式サイトに掲載されたアーティストを50音順に記載。
- AZALEA（2021年[注 4]）
- 絢香（2016年[注 5]）
- Eve（2025年）
- イル・ディーヴォ（2016年、2018年）
- UVERworld（2014年、2016年）
- 浦島坂田船（2021年、2022年）
- HKT48（2018年）
- GACKT（2013年）
- キッス（2019年）
- GLAY（2022年、2023年）
- 欅坂46（2017年）
- サラ・ブライトマン（2016年）
- 沢田研二（2018年）
- ジャーニー（2017年）
- JUJU（2015年、2017年）
- 湘南乃風（2013年、2015年、2016年、2018年）
- すとぷり（2019年）
- Superfly（2016年）
- Da-iCE（2021年）
- 竹内まりや（2014年）
- D-LITE（BIGBANG）（2014年）
- AAA（2015年）
- ナオト・インティライミ（2014年）
- 長渕剛（2014年、2018年）
- MILLIONSTARS（2016年[注 6]、2019年）

- ニホンジン（2015年）

- NEWS（2013年）
- 乃木坂46（2014年、2015年、2016年、2017年）
- ノラ・ジョーンズ（2017年）
- 浜崎あゆみ（2016年、2018年）
- VAMPS（2015年）
- B'z（2022年）
- 松田聖子（2014年）
- 水樹奈々（2015年、2024年）
- 宮野真守（2017年）
- miwa（2017年）
- ももいろクローバーZ（2015年）
- 矢沢永吉（2019年、2022年）
- Liella!（2022年）
- ONE OK ROCK（2013年）

## アクセス
- 東日本旅客鉄道（JR東日本）東北本線・長町駅より徒歩5分
- 仙台市地下鉄南北線
  - 長町駅（北1出口）より徒歩4分
  - 長町一丁目駅（南2・市立病院方面口）より徒歩7分